# Mendelem
Mendelem is een bestuurslaag in het regentschap Pemalang van de provincie Midden-Java, Indonesië. Mendelem telt 13.242 inwoners (volkstelling 2010).